# Facultad de Medicina de Albacete
La Facultad de Medicina de Albacete es un centro docente de la Universidad de Castilla-La Mancha donde se imparten estudios superiores de medicina y psicología. Está situada en el Campus Biosanitario de la ciudad española de Albacete, conectada a través de la pasarela de la Circunvalación con el Hospital General Universitario de Albacete.
Es una de las facultades de medicina más prestigiosas de España. Cuenta con el Sello Internacional de Calidad de la Federación Mundial de Educación Médica. Gracias a su novedosa metodología desde su nacimiento la facultad situó a la Universidad de Castilla-La Mancha en la primera posición de universidades españolas en los resultados de la convocatoria de Médico Interno Residente (MIR) respecto al porcentaje de alumnos presentados que obtuvieron plaza.
En 2021 fue, según las estadísticas del Ministerio de Educación, la facultad de medicina con más rendimiento de España, incluyendo públicas y privadas. Fue, además, en 2014 la segunda titulación española con más salidas laborales.
La facultad es referente en investigación. Entre sus grandes hallazgos en 2006 investigadores del centro descubrieron un nuevo gen: el Dlk2.

## Historia
Los estudios de medicina en Castilla-La Mancha comenzaron en 1998, cuando el presidente de Castilla-La Mancha, José Bono, y el presidente de la Real Academia de Medicina de España, Hipólito Durán, entre otras personalidades de las ciencias médicas, inauguraron en la capital de Albacete, que contaba con el principal hospital público de la región, el primer curso académico de la primera facultad de medicina de la Universidad de Castilla-La Mancha de la historia, en un día histórico de la comunidad autónoma. La facultad de medicina tuvo su primera sede provisional en el edificio interfacultativo Benjamín Palencia, integrado por tres módulos con una superficie de más de 10 000 metros cuadrados.
El centro oficial de la Facultad de Medicina de Albacete, que significó la creación de un campus biosanitario, fue inaugurado en 2003 tras una inversión de más de 12 millones de euros, ubicado frente al Hospital General Universitario de Albacete, cuyas instalaciones el presidente de Castilla-La Mancha, José Bono, calificó como «una de las mejores de Europa».
En 2020, como consecuencia de la pandemia de COVID-19 que azotó el planeta, debido a su proximidad con el Hospital General Universitario de Albacete, que permanece conectado a través de una pasarela, se habilitó temporalmente un hospital de campaña para atender al elevado número de personas que fueron afectadas por la enfermedad, instalándose 200 camas, que finalmente no llegó a utilizarse. 
En 2022 los estudios de Medicina en Albacete fueron reconocidos con el Sello Internacional de Calidad de la Federación Mundial de Educación Médica (WFME), distinción que solo poseen 
cuatro facultades de medicina en el Estado español. En 2023 se incorpora a su oferta el grado de Psicología hasta la construcción de su sede en el campus biosanitario.

## Estudios
En la Facultad de Medicina de Albacete de la UCLM se imparten los siguientes títulos de grado y posgrado (máster y doctorado):
Grado
- Grado en Medicina (6 cursos)
- Grado en Psicología (4 cursos)

Posgrado
- Másteres oficiales
  - Máster Universitario en Biomedicina Experimental
  - Máster Universitario en Investigación en Psicología Aplicada
  - Máster Universitario en Psicología General Sanitaria
- Doctorados
  - Programa Oficial de Doctorado en Biomedicina Experimental (reconocido con la Mención hacia la Excelencia del Ministerio de Educación)
  - Programa Oficial de Doctorado en Patología Médico Quirúrgica
  - Doctorado en Investigación Sociosanitaria y de la Actividad Física
  - Programa de Doctorado en Neurociencias

## Departamentos docentes

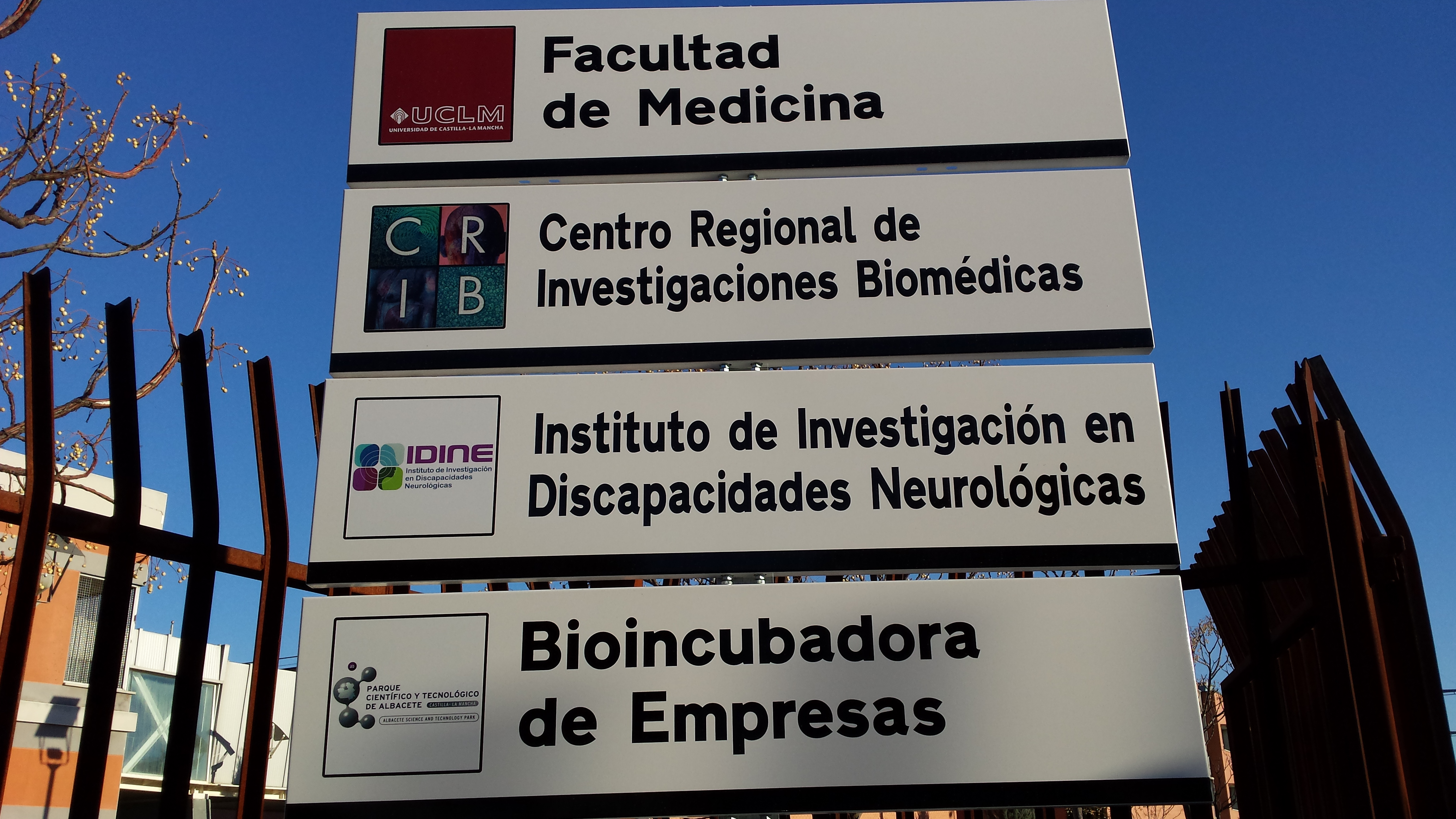
Señal de acceso al Campus Biosanitario de Albacete, en el que se ubica la facultad de medicina

La facultad es sede de los departamentos de Ciencias Médicas y Psicología para toda la Universidad de Castilla-La Mancha. Las áreas departamentales que tienen actividad en el centro son las siguientes:
- Área departamental de Ciencias Médicas
- Área departamental de Ciencia y Tecnología Agroforestal y Genética
- Área departamental de Química Inorgánica, Orgánica y Bioquímica
- Área departamental de Ciencia Jurídica y Derecho Público
- Área departamental de Psicología

## Alumnado y personal
Las cifras oficiales de la Facultad de Medicina de Albacete para el curso 2013-2014 fueron:
- 703 alumnos;
- 189 profesores, 8 de los cuales eran catedráticos,
- y 29 empleados de administración y servicios.

## Instalaciones

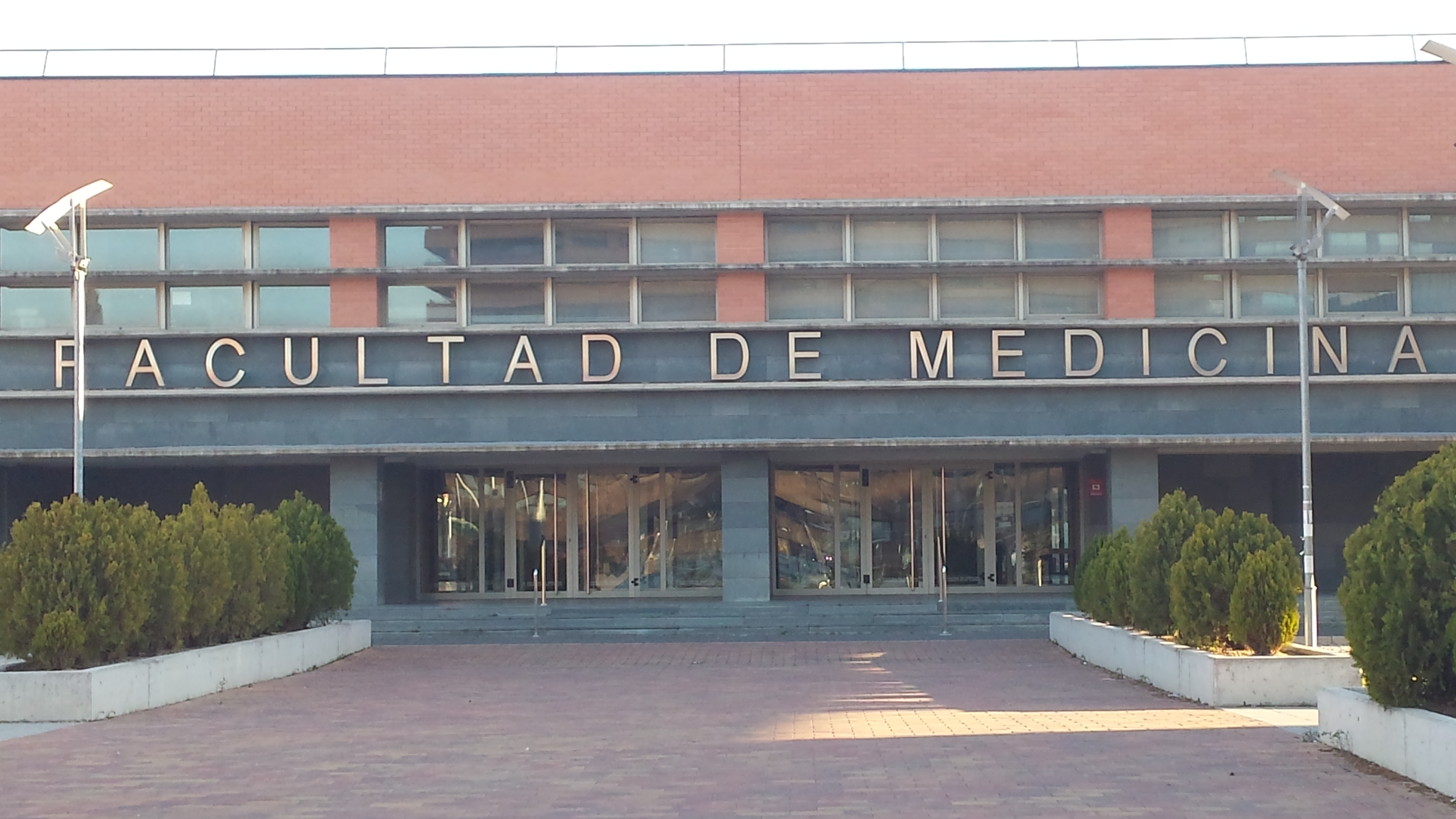
Vista frontal de la Facultad de Medicina de Albacete

La Facultad de Medicina de Albacete está situada en el Campus Biosanitario, frente al Hospital General Universitario de Albacete, en el barrio de Medicina de la capital manchega. Con forma de U, se compone de:
- Un cuerpo central dedicado a los servicios generales de la misma, donde se encuentra el aula magna de la facultad.
- Un ala izquierda ocupada por aulas, seminarios y biblioteca médica.
- Un ala derecha de prácticas e investigación.

Además, cuenta con una gran plaza pública situada en las inmediaciones de la facultad y aparcamiento subterráneo.

## Hospitales universitarios asociados
La Facultad de Medicina de Albacete cuenta asociados con los siguientes hospitales universitarios donde se imparten clases y rotaciones clínicas desde el tercer curso:
- Hospital General Universitario de Albacete
- Hospital Universitario del Perpetuo Socorro de Albacete
- Centro de Atención a la Salud Mental de Albacete
- Hospital Universitario de Toledo